# Oluremi Tinubu
Oluremi « Remi » Tinubu CON OON, née le 21 septembre 1960 est une femme politique nigériane, Sénatrice et représentant le district sénatorial central de Lagos à l'Assemblée nationale nigériane de 2011 à 2023 elle est membre du parti politique All Progressives Congress (APC),. Première dame du Nigeria en 2023, épouse du président Bola Tinubu, elle est également Première dame de l'État de Lagos de 1999 à 2007, lorsque son mari devient gouverneur.

## Biographie
Oluremi Tinubu est née le 21 septembre 1960. Elle est le douzième enfant parmi treize dans sa famille et elle est originaire de la famille Ikusebiala de l'État d'Ogun,.
Tinubu commence son parcours scolaire à l'école secondaire Notre Dame des Apôtres à Ijebu-Ode où elle obtient le certificat d'étude d'Afrique de l'Ouest (WASSCE) en 1979, puis un diplôme de l'Université The Redeemed Christian Bible en 2010.
Tinubu obtient ensuite une licence en sciences de l'éducation de l'Université d'Ife et un certificat national d'éducation en botanique et zoologie de l'Université Adeyemi.

## Parcours politique
Elle devient la Première dame de l'État de Lagos lorsque son mari, Bola Tinubu, est élu gouverneur. En tant que Première dame, elle crée la Fondation New Era, qui se consacre à établir des centres pour « le développement global des jeunes et à sensibiliser le public à la santé environnementale et au service communautaire ».
Lors de son élection, Oluremi Tinubu est contestée devant le Tribunal des pétitions électorales de la Chambre législative - qui convoque et confirme ensuite l'élection en 2012.
Tinubu fait partie de la centaine de sénateurs élus lors de la 8e assemblée en 2015. Six d'entre eux sont des femmes. Les autres sont Stella Oduah et Uche Ekwunife, qui représentent toutes deux Anambra, Fatimat Raji Rasaki, Rose Okoji Oko et Binta Garba. Aux élections générales de 2019, elle conserve son siège sénatorial représentant Lagos Central, ce qui en fait son troisième mandat.
En 2016, la sénatrice Tinubu demande une sécurité adéquate à l'Inspecteur général de la police à la suite d'une menace présumée d'agression de la part de son collègue et membre du parti, Dino Melaye, lors d'une séance à huis clos du Sénat.
Elle est répertoriée aux côtés de Babajide Sanwo-Olu, Tony Elumelu et d'autres personnalités pour les Eko Excellence Awards en 2019.
En 2020, elle appelle à la création d’une police d’État afin de lutter contre la vague croissante d’insécurité dans le pays.
Elle a une forte conviction en l'investissement dans le capital humain de la société. Son programme d'autonomisation des jeunes et d'acquisition de compétences, mené en collaboration avec le Good Boys and Girls Empowerment Scheme (GBGES), a bénéficié à 1 172 personnes. Environ 164 jeunes ont suivi une formation dans diverses compétences et ont reçu des kits de démarrage ainsi qu'un capital d'environ 40 000 nairas chacun.
En mars 2021, le sénateur Tinubu a proposé un projet de loi visant à réformer le service postal nigérian (NIPOST) afin d'en faire une entité plus viable. Elle a également reçu le prix de la sénatrice la plus influente lors du Sommet de la Journée internationale de la femme 2021 organisé par The Guardian .
Elle remporte plusieurs prix et reçoit plusieurs distinctions. Parmi eux, le Prix national d'Officier de l'Ordre du Niger [OON], sa nomination en tant que membre du Conseil d'Administration de l'Université Kings, Ode-Omu, le Prix international Noble du Ghana pour le leadership en 2004, et le Prix Diamant gambien en 2005 pour sa contribution remarquable à l'émancipation des personnes de la pauvreté.

## Vie privée
Elle est actuellement mariée au président du Nigeria, Bola Tinubu, et ensemble, ils ont trois enfants : Zainab Abisola Tinubu, Habibat Tinubu et Olayinka Tinubu,.
Elle est la belle-mère de ses trois enfants issus de relations antérieures : Olajide Tinubu (décédé), Folashade Tinubu et Oluwaseyi Tinubu,. Elle est chrétienne et est pasteure  installée par l'Église chrétienne rachetée de Dieu. Son ordination a lieu en 2018 à l'ancienne arène du RCCG, autoroute Lagos/Ibadan, où l'église tient sa 66e convention annuelle sur le thème « Dominion ». Elle occupe également le poste de grande matrone du Comité des épouses des fonctionnaires de l'État de Lagos (COWLSO).